# Bullseye (cão)
Bullseye (anteriormente conhecido como Ponto) é um bull terrier e o mascote oficial da Target Corporation. O cão é destaque em campanhas comerciais da Target e na loja venda sinalização e é usado em várias campanhas de marketing. O cão usado em campanhas de marketing é muitas vezes do sexo feminino, mas é usado também como um personagem masculino. Ela tem um casaco branco puro, e tem o logotipo do alvo do Target Corporation pintado em torno de seu olho esquerdo, portanto, o nome dela. A composição utilizada no Bullseye é tudo natural e não tóxico. Alvo também oferece o cão como um brinquedo de pelúcia para eventos especiais ou reconhecimento do empregado. O alvo  original do cão era American Kennel Club, carinhosamente conhecido como "Smudgie." A mascote atual é um descendente do reprodutor Skyline Bull Terriers, localizada em Massachusetts.
Bullseye vive em uma fazenda ao norte de Los Angeles, pertencente a seu proprietário e treinador, David McMillan, operador do Worldwide Movie Animals. A fazenda é o lar do alvo cão Nikki, embora alvo não vai revelar se este é o apelido do atual Bullseye ou seu antecessor.
Em julho de 2015, Bullseye era carinhosamente chamado de "Gigi" por seu fotógrafo durante uma abertura em uma cidade localizada em Massachusetts.